# Collegio elettorale di Sanremo (Camera dei deputati)
Il collegio di Sanremo fu un collegio elettorale uninominale della Repubblica Italiana per l'elezione della Camera dei deputati. Apparteneva alla circoscrizione Liguria e fu utilizzato per eleggere un deputato nella XII, XIII e XIV legislatura.
Venne istituito nel 1993 con la cosiddetta Legge Mattarella (Legge n. 277, Nuove norme per l'elezione della Camera dei deputati), attuata in seguito al referendum abrogativo del 1993. La legge istituì per la Camera dei deputati e per il Senato della Repubblica un sistema di elezione misto, in parte maggioritario e in parte proporzionale. Il 75% dei parlamentari dell'assemblea veniva eletto in collegi uninominali tramite sistema maggioritario a turno unico; il restante 25% alla Camera veniva eletto tramite sistema proporzionale con liste bloccate.
Il collegio venne abolito insieme a tutti gli altri che costituivano la Camera con la promulgazione della legge elettorale successiva, la cosiddetta Legge Calderoli. Questa prevedeva un sistema proporzionale con premio di maggioranza, che alla Camera veniva attribuito a livello nazionale.

## Territorio
Il collegio di Sanremo era uno dei 14 collegi uninominali in cui era suddivisa la Liguria e, come previsto dal D.Lgs. del 20 dicembre 1993 n. 536, era interamente compreso nella provincia di Imperia e comprendeva i seguenti comuni: Airole, Apricale, Bajardo, Bordighera, Camporosso, Castel Vittorio, Ceriana, Dolceacqua, Isolabona, Olivetta San Michele, Ospedaletti, Perinaldo, Pigna, Rocchetta Nervina, San Biagio della Cima, Sanremo, Seborga, Soldano, Vallebona, Vallecrosia e Ventimiglia.

## Eletti
| Elezione | Elezione | Deputato         | Partito                  |
| -------- | -------- | ---------------- | ------------------------ |
|          | 1994     | Sonia Viale      | Polo delle Libertà (LN)  |
|          | 1996     | Giorgio Rebuffa  | Polo per le Libertà (FI) |
|          | 2001     | Giorgio Bornacin | Casa delle Libertà (AN)  |

## Dati elettorali

### XII legislatura

#### Risultati proporzionale
| Coalizioni        | Coalizioni         | Liste                                 | Liste                              | Voti   | %     |
| ----------------- | ------------------ | ------------------------------------- | ---------------------------------- | ------ | ----- |
|                   | Polo delle Libertà |                                       | Forza Italia                       | 28.646 | 33,56 |
|                   | Polo delle Libertà | Lega Nord                             | 12.886                             | 15,10  |       |
| Totale coalizione | Totale coalizione  | 41.532                                | 48,66                              |        |       |
|                   | Progressisti       |                                       | Partito Democratico della Sinistra | 8.108  | 9,50  |
|                   | Progressisti       | Rifondazione Comunista                | 5.331                              | 6,25   |       |
|                   | Progressisti       | Federazione dei Verdi                 | 2.341                              | 2,74   |       |
|                   | Progressisti       | Movimento per la Democrazia - La Rete | 1.084                              | 1,27   |       |
|                   | Progressisti       | Partito Socialista Italiano           | 1.058                              | 1,24   |       |
|                   | Progressisti       | Alleanza Democratica                  | 975                                | 1,14   |       |
| Totale coalizione | Totale coalizione  | 18.897                                | 22,14                              |        |       |
|                   | Patto per l'Italia |                                       | Partito Popolare Italiano          | 7.064  | 8,28  |
|                   | Patto per l'Italia | Patto Segni                           | 3.708                              | 4,34   |       |
| Totale coalizione | Totale coalizione  | 10.772                                | 12,62                              |        |       |
|                   | Alleanza Nazionale | Alleanza Nazionale                    | Alleanza Nazionale                 | 8.705  | 10,20 |
|                   | Lista Pannella     | Lista Pannella                        | Lista Pannella                     | 4.615  | 5,41  |
|                   | Patto Solidarietà  | Patto Solidarietà                     | Patto Solidarietà                  | 841    | 0,99  |
| Totale            | Totale             | Totale                                | Totale                             | 85.362 |       |

#### Risultati uninominale
|                               | Sonia Viale ✔️ Eletta | Polo delle Libertà (FI - LN - CCD - UDC) | 44 555 | 52,74 |  |  |  |  |  |
|                               | Lucia Corna           | Progressisti                             | 18 784 | 22,23 |  |  |  |  |  |
|                               | Lorenzo Acquarone     | Patto per l'Italia                       | 11 016 | 13,04 |  |  |  |  |  |
|                               | Francesco Castagnino  | Alleanza Nazionale                       | 10 128 | 11,99 |  |  |  |  |  |
| Totale                        | Totale                | Totale                                   | 84 483 | 100   |  |  |  |  |  |
|                               |                       |                                          |        |       |  |  |  |  |  |
| Fonte: Ministero dell'interno |                       |                                          |        |       |  |  |  |  |  |

### XIII legislatura

#### Risultati proporzionale
| Coalizioni        | Coalizioni              | Liste                                     | Liste                              | Voti   | %     |
| ----------------- | ----------------------- | ----------------------------------------- | ---------------------------------- | ------ | ----- |
|                   | Polo per le Libertà     |                                           | Forza Italia                       | 23.704 | 29,81 |
|                   | Polo per le Libertà     | Alleanza Nazionale                        | 14.290                             | 17,97  |       |
|                   | Polo per le Libertà     | CCD-CDU                                   | 3.040                              | 3,82   |       |
| Totale coalizione | Totale coalizione       | 41.034                                    | 51,60                              |        |       |
|                   | L'Ulivo                 |                                           | Partito Democratico della Sinistra | 10.241 | 12,88 |
|                   | L'Ulivo                 | Rinnovamento Italiano                     | 4.149                              | 5,22   |       |
|                   | L'Ulivo                 | Popolari per Prodi (PPI-SVP-PRI-UD-Prodi) | 3.519                              | 4,43   |       |
|                   | L'Ulivo                 | Federazione dei Verdi                     | 1.976                              | 2,49   |       |
| Totale coalizione | Totale coalizione       | 19.888                                    | 25,02                              |        |       |
|                   | Lega Nord               | Lega Nord                                 | Lega Nord                          | 9.563  | 12,03 |
|                   | Progressisti            |                                           | Rifondazione Comunista             | 5.688  | 7,15  |
|                   | Lista Pannella - Sgarbi | Lista Pannella - Sgarbi                   | Lista Pannella - Sgarbi            | 2.717  | 3,42  |
|                   | Partito Socialista      | Partito Socialista                        | Partito Socialista                 | 617    | 0,78  |
| Totale            | Totale                  | Totale                                    | Totale                             | 79.504 |       |

#### Risultati uninominale
|                               | Giorgio Rebuffa ✔️ Eletto | Polo per le Libertà | 39 876 | 50,58 |  |  |  |  |  |
|                               | Marcello Priolo           | L'Ulivo             | 25 704 | 32,61 |  |  |  |  |  |
|                               | Sonia Viale               | Lega Nord           | 13 252 | 16,81 |  |  |  |  |  |
| Totale                        | Totale                    | Totale              | 78 832 | 100   |  |  |  |  |  |
|                               |                           |                     |        |       |  |  |  |  |  |
| Fonte: Ministero dell'interno |                           |                     |        |       |  |  |  |  |  |

### XIV legislatura

#### Risultati proporzionale
| Coalizioni        | Coalizioni              | Liste                   | Liste                                 | Voti   | %     |
| ----------------- | ----------------------- | ----------------------- | ------------------------------------- | ------ | ----- |
|                   | Casa delle Libertà      |                         | Forza Italia                          | 33.380 | 43,49 |
|                   | Casa delle Libertà      | Alleanza Nazionale      | 8.800                                 | 11,47  |       |
|                   | Casa delle Libertà      | Lega Nord               | 3.425                                 | 4,46   |       |
|                   | Casa delle Libertà      | CCD-CDU                 | 1.777                                 | 2,32   |       |
|                   | Casa delle Libertà      | Nuovo PSI               | 488                                   | 0,64   |       |
| Totale coalizione | Totale coalizione       | 47.870                  | 62,38                                 |        |       |
|                   | L'Ulivo                 |                         | La Margherita (Dem - PPI - RI- UDEUR) | 8.790  | 11,45 |
|                   | L'Ulivo                 | Democratici di Sinistra | 8.614                                 | 11,22  |       |
|                   | L'Ulivo                 | Comunisti Italiani      | 1.399                                 | 1,82   |       |
|                   | L'Ulivo                 | Il Girasole (FdV - SDI) | 1.323                                 | 1,72   |       |
| Totale coalizione | Totale coalizione       | 20.126                  | 26,21                                 |        |       |
|                   | Rifondazione Comunista  | Rifondazione Comunista  | Rifondazione Comunista                | 2.821  | 3,68  |
|                   | Lista Di Pietro         | Lista Di Pietro         | Lista Di Pietro                       | 2.712  | 3,53  |
|                   | Lista Pannella - Bonino | Lista Pannella - Bonino | Lista Pannella - Bonino               | 2.478  | 3,23  |
|                   | Democrazia Europea      | Democrazia Europea      | Democrazia Europea                    | 582    | 0,76  |
|                   | Paese nuovo             | Paese nuovo             | Paese nuovo                           | 104    | 0,14  |
|                   | Abolizione scorporo     | Abolizione scorporo     | Abolizione scorporo                   | 62     | 0,08  |
| Totale            | Totale                  | Totale                  | Totale                                | 76.755 |       |

#### Risultati uninominale
|                               | Giorgio Bornacin ✔️ Eletto | Casa delle Libertà | 45 503 | 59,51 |  |  |  |  |  |
|                               | Pierfrancesco Ravera       | L'Ulivo            | 27 147 | 35,51 |  |  |  |  |  |
|                               | Liano Desimoni             | Lista Di Pietro    | 3 807  | 4,98  |  |  |  |  |  |
| Totale                        | Totale                     | Totale             | 76 457 | 100   |  |  |  |  |  |
|                               |                            |                    |        |       |  |  |  |  |  |
| Fonte: Ministero dell'interno |                            |                    |        |       |  |  |  |  |  |